# Diarthrodes saturni
Diarthrodes saturni is een eenoogkreeftjessoort uit de familie van de Dactylopusiidae. De wetenschappelijke naam van de soort is voor het eerst geldig gepubliceerd in 1913 door Farran.